# Sugar (стільничне середовище)
Sugar — це відкрите стільничне середовище, що розроблялося для використання дітьми в інтерактивному навчанні.
Розвивалося як частина проекту One Laptop per Child (OLPC), це інтерфейс за замовчуванням на ноутбуках OLPC XO-1, але також працює на більшості комп'ютерів. Доступне як на Live CD, так і на Live USB, пакунок доступний для інсталяції у кількох GNU/Linux дистрибутивах, або на Windows і Mac OS через віртуалізацію.

## Знімки екрану

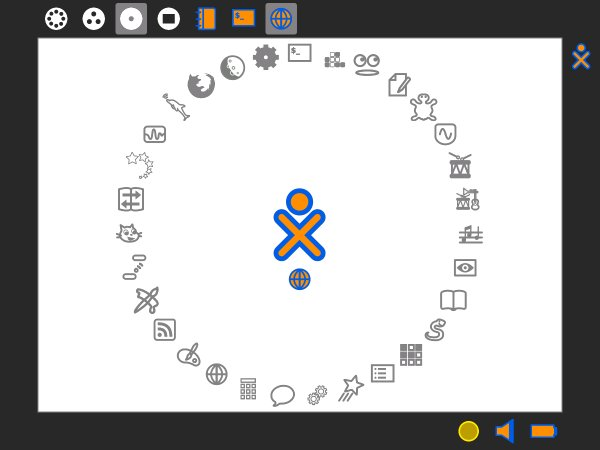
Sugar Home View
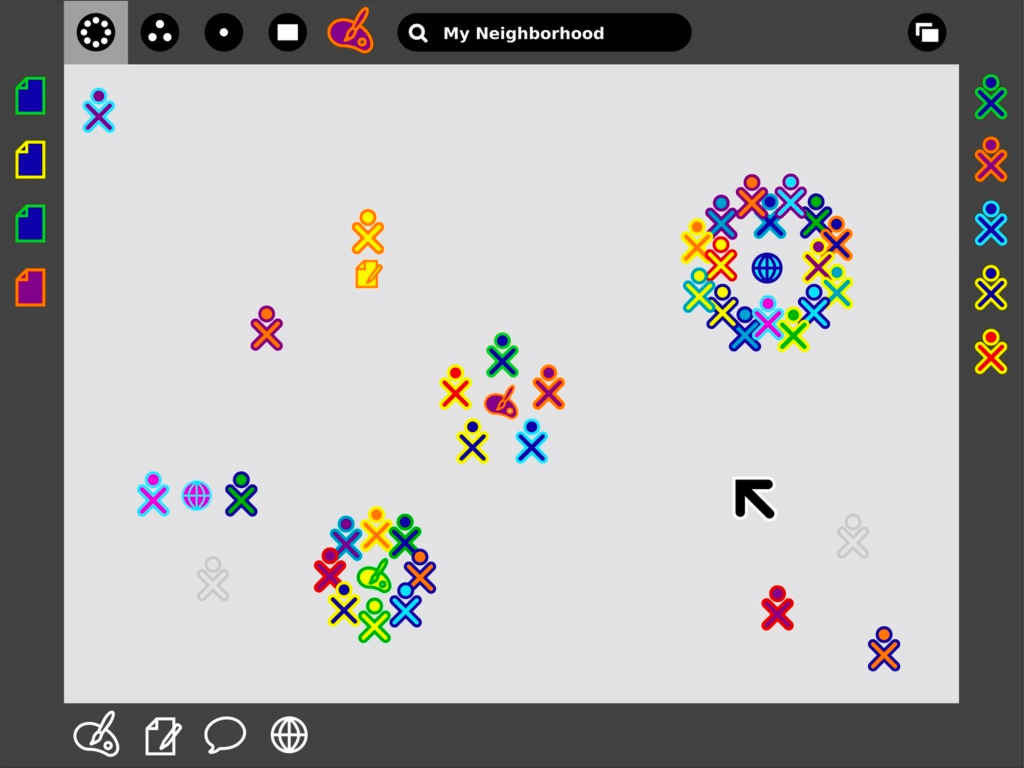
Neighborhood
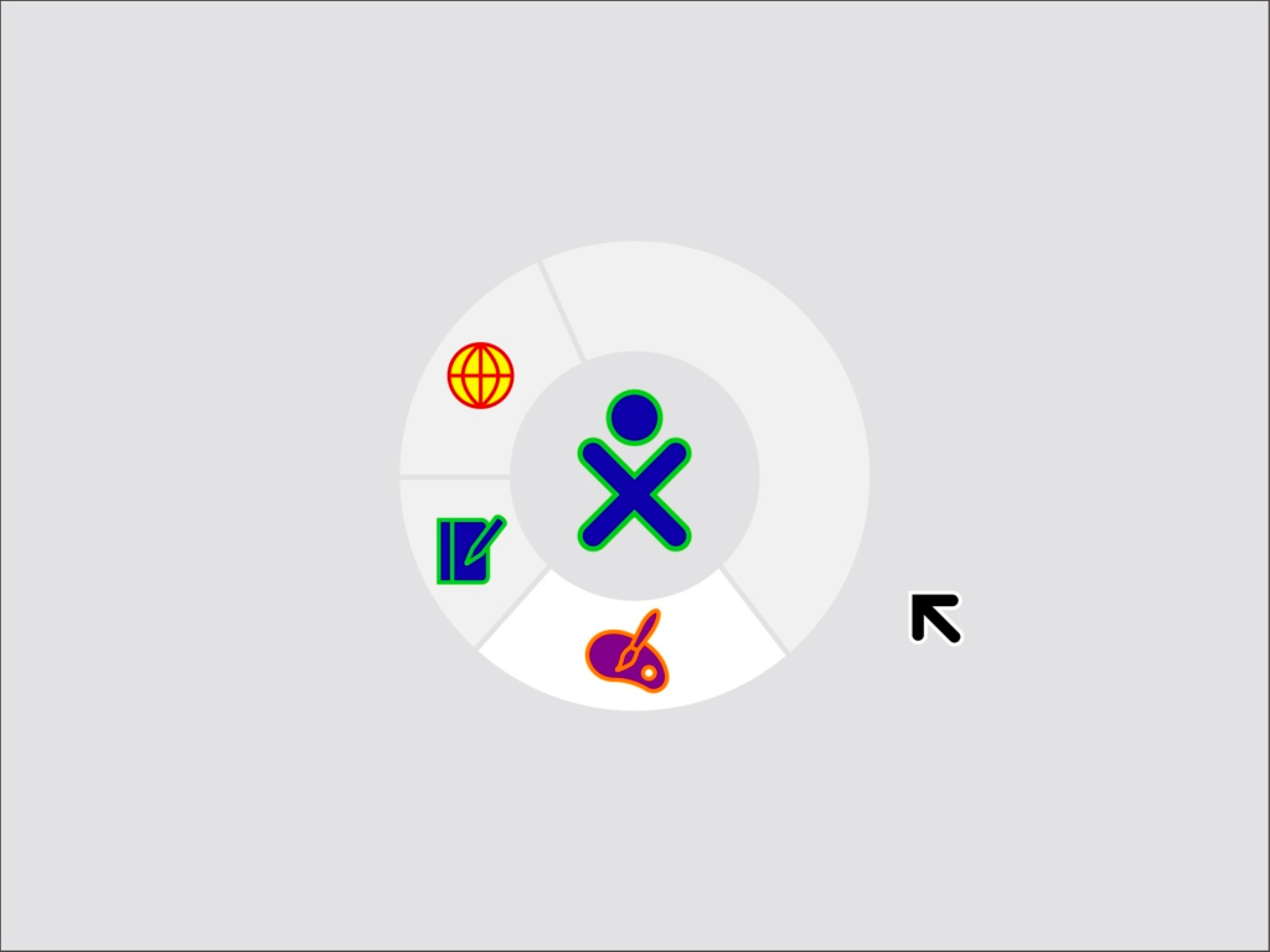
Sugar Home View pre-0.82 releases
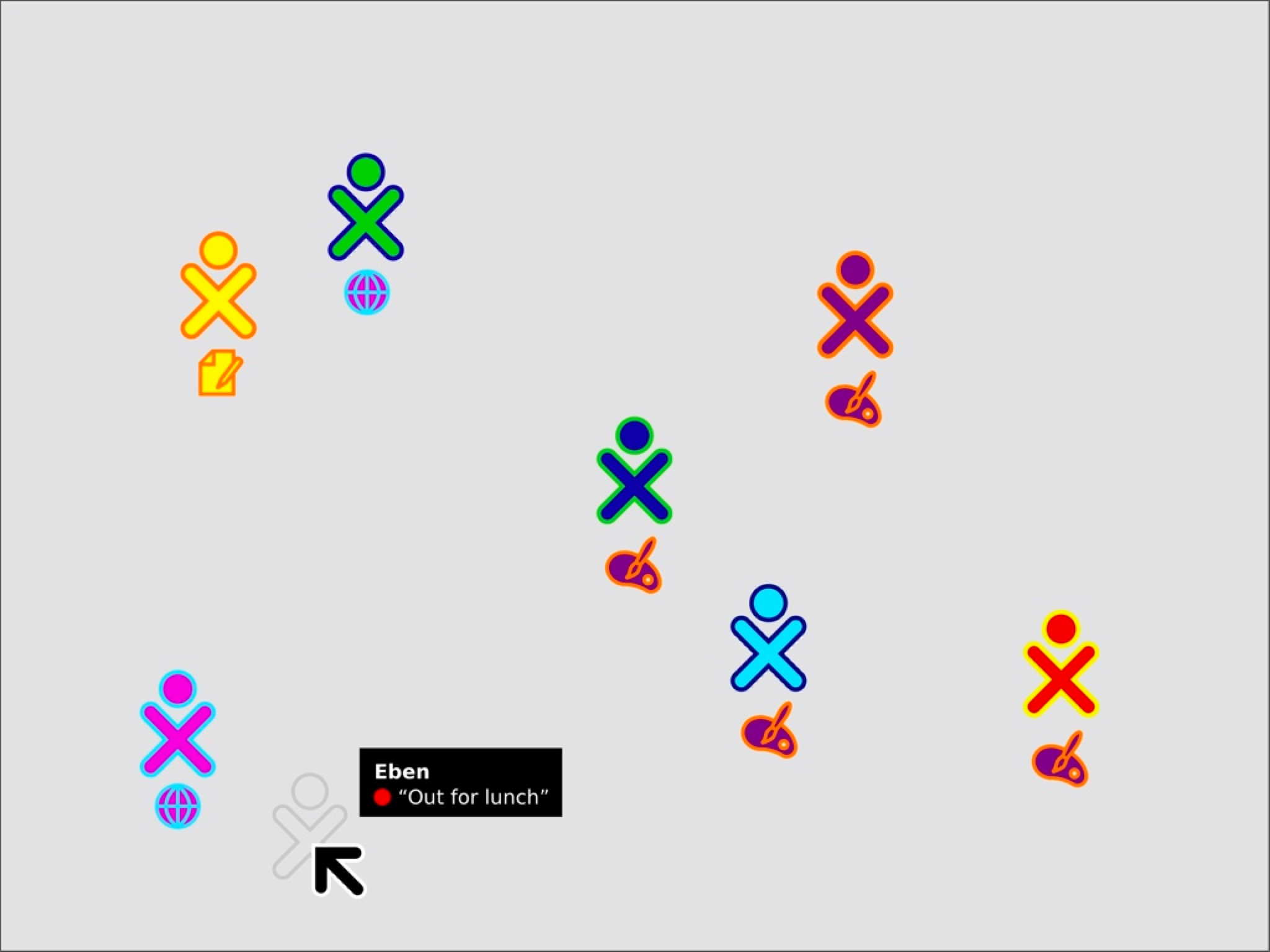
Sugar "Friends" View
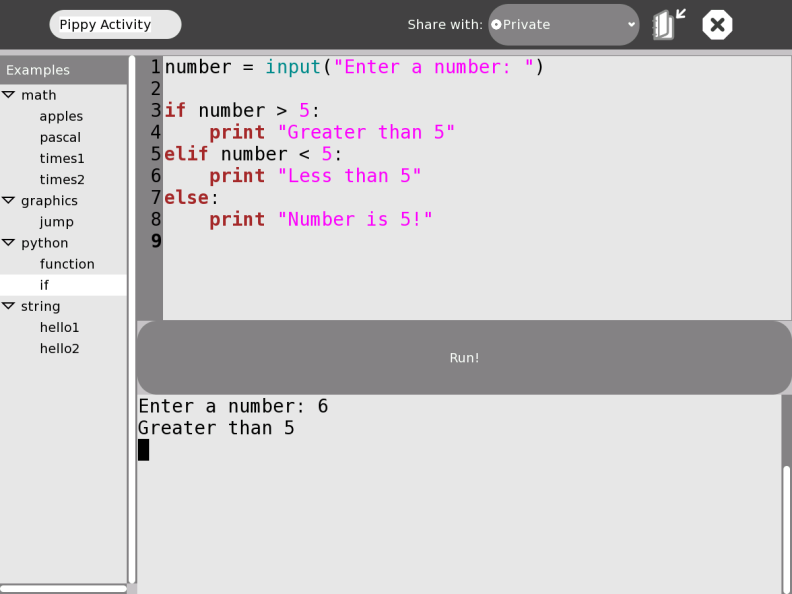
Sugar Pippy activity view.
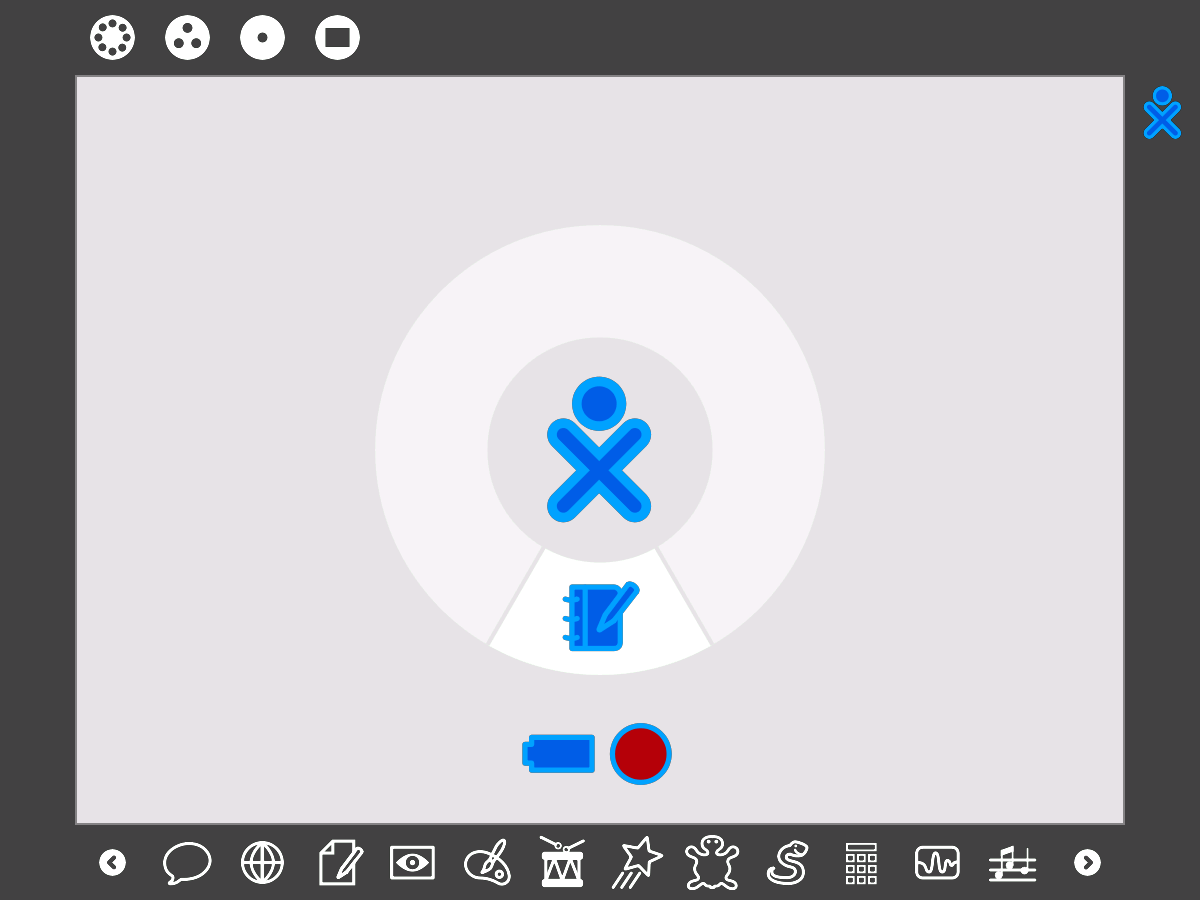
Sugar Home View with Frame from pre-0.82 releases
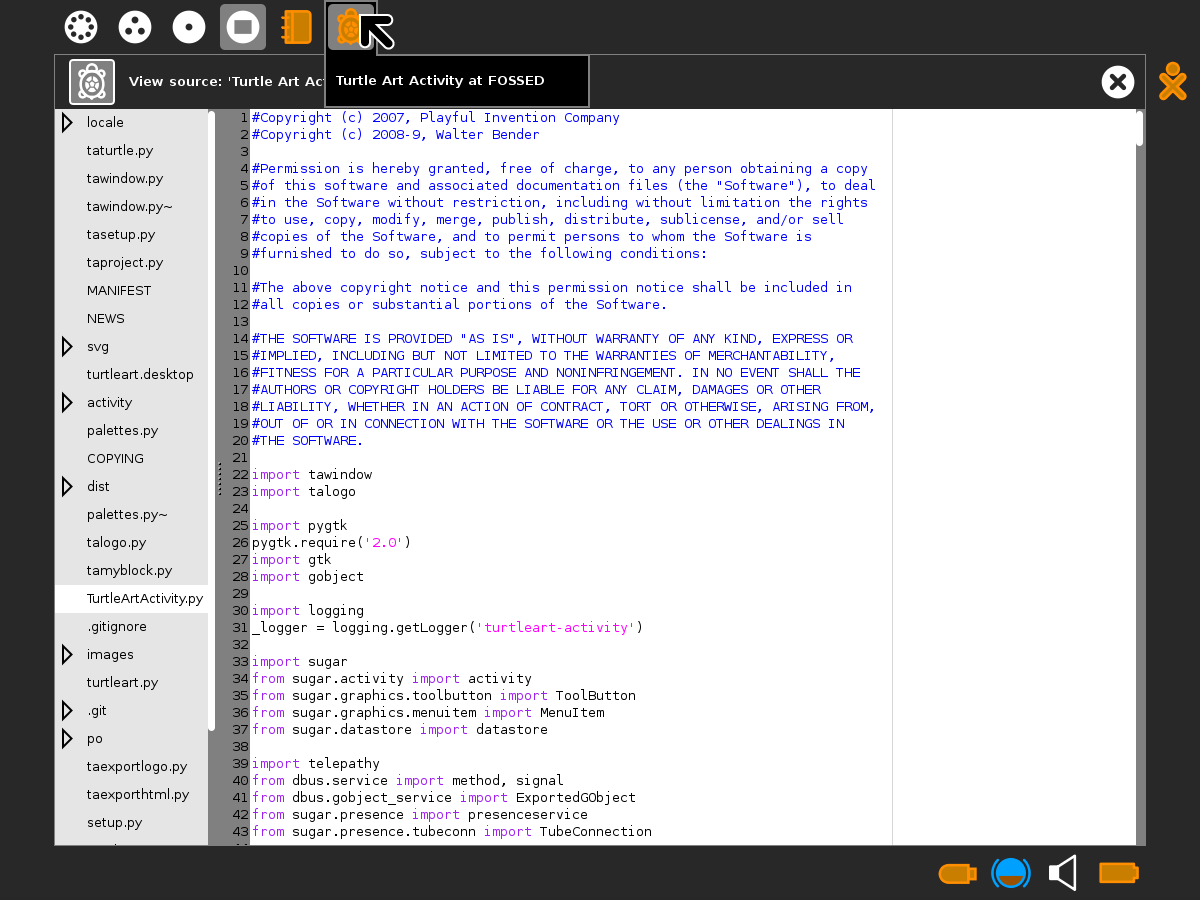
Sugar View Source
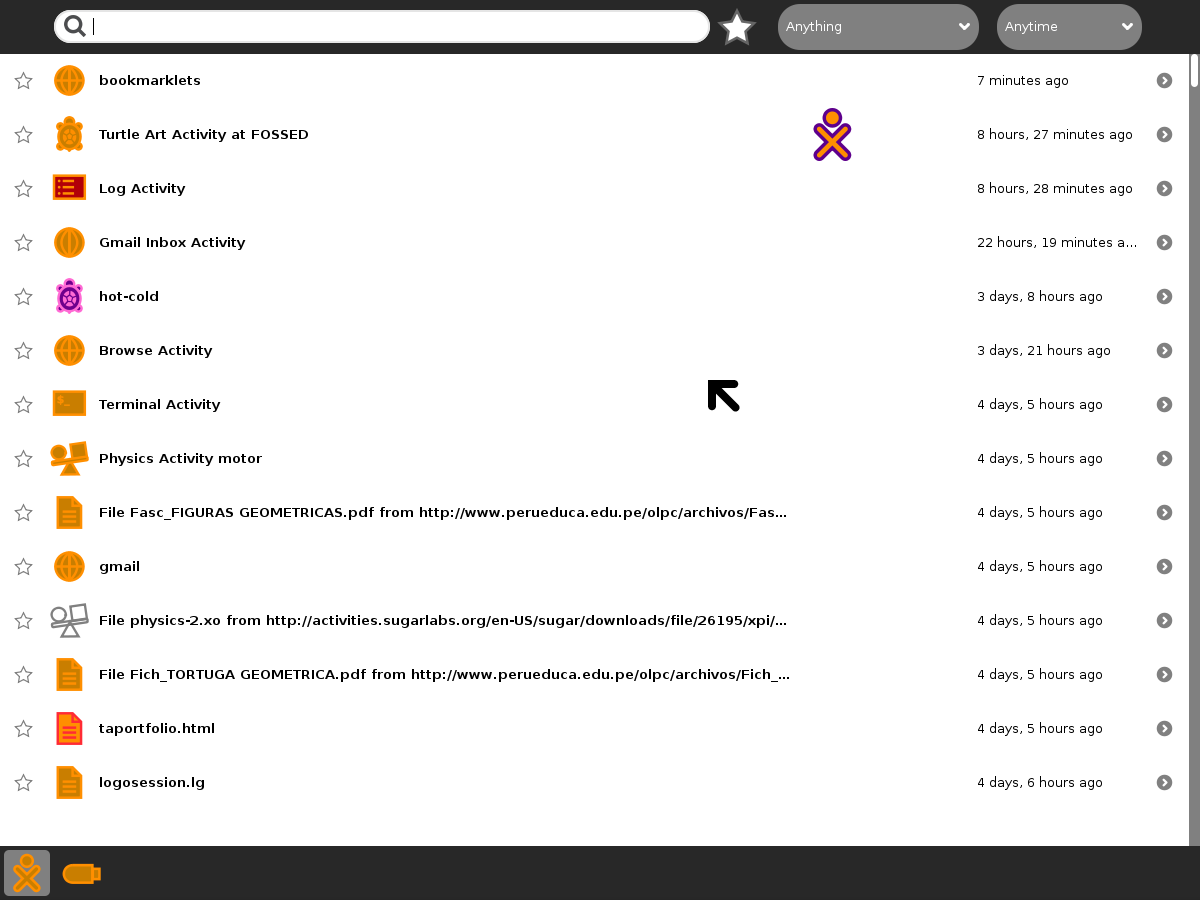
Sugar Journal